# Talabela
Talabela  ist ein osttimoresisches Dorf im Suco Aissirimou (Verwaltungsamt Aileu, Gemeinde Aileu).

## Geographie
Talabela liegt in der äußersten Nordostspitze der Aldeia Bessilau und ist damit die nördlichste Siedlung des Verwaltungsamtes Aileu. Am Südostrand entlang führt die Überlandstraße von der Gemeindehauptstadt Aileu zur Landeshauptstadt Dili vorbei an der Siedlung mit den wenigen Häusern und Hütten. Weniger als einen Kilometer die Straße weiter nach Norden, in Richtung Dili, liegt das größere Dorf Leroliça (Suco Acumau, Verwaltungsamt Verwaltungsamt). Hier befindet sich die nächstgelegene Grundschule.